# Астлан-де-лас-Гарсас
Астлан-де-лас-Гарсас (исп. Aztlán de las Garzas)  —   населённый пункт в Мексике, входит в штат Наярит. Население 394 человека.